# 1873 a tudományban
Az 1873. év a tudományban és a technikában.

## Publikációk
- James Clerk Maxwell Treatise on Electricity and Magnetism (Értekezés az elektromosságról és a mágnességről) című könyve (két kötet)
- Először jelenik meg magyar nyelven Charles Darwin korszakalkotó könyve, A fajok eredete (eredeti címe: The Origin of Species, 1859).  A fajok eredete a természeti kiválás útján címmel, Dapsy László fordításában, a Királyi Magyar Természettudományi Társulat kiadásában
- Frederick Guthrie brit professzor felfedezi az elektroncsöves dióda működésének alapjait

## Születések
- február 7. – Thomas Andrews brit hajóépítész († 1912)
- február 26. – ’Sigmond Elek magyar vegyészmérnök, az MTA tagja, a korszerű talajtani kutatások megalapozója Magyarországon (†  1939)
- február 12. – Barnum Brown amerikai őslénykutató († 1963)
- március 29. – Tullio Levi-Civita olasz matematikus († 1941)
- április 10. – Frank Wild angol felfedező, öt antarktiszi expedícióban vett részt († 1939)
- június 28. – Alexis Carrel orvosi Nobel-díjas francia sebész, fiziológus († 1944)

## Halálozások
- április 11. – Christopher Hansteen norvég csillagász (* 1784)
- április 18. – Justus von Liebig német vegyész  (* 1803)
- május 1. – David Livingstone skót misszionárius és felfedező, Közép-Afrika kutató (* 1813)
- június 22. – Kováts Gyula paleobotanikus, botanikus, aki megalapozta a magyar ősnövénytani kutatásokat (* 1815)
- július 21. – Delfino Codazzi olasz matematikus (* 1824)
- augusztus 29. – Hermann Hankel német matematikus (* 1839)
- szeptember 23. – Jean Chacornac francia csillagász (* 1823)
- szeptember 30. – Giovanni Battista Donati olasz csillagász (* 1826)
- december 14. – Louis Agassiz svájci születésű amerikai paleontológus, glaciológus, geológus, a halak ősmaradványainak szakértője (* 1807)